# Ferdinand von Wright

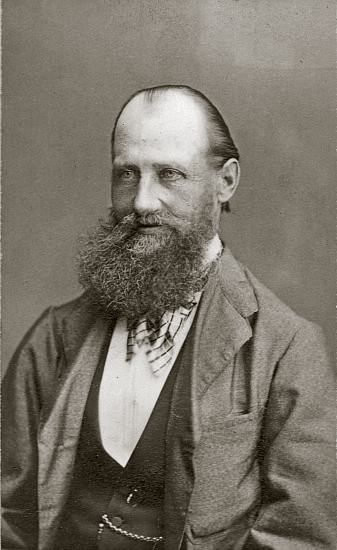
Ferdinand von Wright

Ferdinand von Wright (* 19. März 1822 in Haminalahti bei Kuopio, Finnland; † 31. Juli 1906 ebenda) war ein finnischer Maler und Grafiker.

## Leben
Wie auch seine beiden älteren Brüder Magnus von Wright und Wilhelm von Wright widmete er sich der Darstellung von Vögeln. Bekannt wurde er auch durch seine Landschafts- und Porträtmalerei sowie Stillleben.
Ferdinand von Wright verbrachte seine Kindheit auf dem elterlichen Gut Haminalahti bei Kuopio. Seine Eltern waren der Major Henrik Magnus von Wright und Marie Elisabeth geb. Tuderus. Ferdinand war ihr fünfzehntes und jüngstes Kind. Sechs der Kinder waren bald nach der Geburt gestorben. Neben Magnus und Wilhelm überlebten die Brüder Fredrik, Adolf, Julius (Großvater des Philosophen Georg Henrik von Wright) und die Schwestern Wilhelmina, Fredrika und Rosalie. Die Familie stammt ursprünglich aus Schottland; der Stammvater Georg Wright ließ sich in der Mitte des 17. Jahrhunderts als Kaufmann in Narva nieder.
Die Schulausbildung erhielt Ferdinand überwiegend durch die Eltern und Hauslehrer. Seine Muttersprache war schwedisch, wenn auch er fließend Finnisch las und sprach. Wie seine Brüder auch, verbrachte Ferdinand sein leben lang viel Zeit auf Jagd und in der Natur.
Sein künstlerisches Talent zeichnete sich bereits früh ab. Wie ein Skizzenheft zeigt, befasste er sich bereits als Zehnjähriger mit Vogelzeichnungen. Zu dieser Zeit waren seine Brüder Magnus und Wilhelm bereits auf diesem Gebiet bekannt. Mit fünfzehn Jahren reiste Ferdinand zum ersten Mal nach Schweden und zog zu seinem Bruder Wilhelm von Wright in die Provinz Bohuslän. Wilhelm arbeitete dort als Illustrator bei dem Tierforscher Prof. B. F. Fries. 1838 reiste er nach Mörkö bei Stockholm und arbeitete bei dem Ornithologen Nils Bonde, bei welchem seine Brüder bereits dessen Werk über schwedische Vögel („Svenska Foglar“) illustriert hatten. Ferdinand kehrte kurzfristig mit seinen beiden Brüdern Magnus und Wilhelm nach Haminalahti zurück und zog nach einigen Monaten wieder nach Schweden, diesmal für nahezu sechs Jahre. Dort studierte er 1842 vorübergehend an der Kunstakademie bei dem schwedischen Bildhauer Johan Niclas Byström.
Im Jahre 1844 zog Ferdinand wieder nach Haminalahti. Um 1849 studierte er einige Zeit in der Stadt Turku bei dem finnischen Porträtmaler Robert Wilhelm Ekman.
1852 reiste Ferdinand zu seinem Bruder Magnus nach Helsinki und bezog dort eine Zeit lang auch eine Wohnung mit Atelier. Hier verfeinerte er seine Kunst und veränderte seinen Stil. Er malte seine ersten anspruchsvollen und eigenständigen Werke, wie das großformatige „Fuchs und Gänse“.
1858 unternahm Ferdinand eine Studienreise für zwei Monate nach Dresden. Sein Lehrer war der Tiermaler Johann Siegwald Dahl. Anschließend reiste er für ein Jahr nach zu seinem Bruder Wilhelm auf die westschwedische Insel Orust und blieb bis zum Frühling 1859 in Schweden.
1863 bezog Ferdinand ein eigenes Haus auf dem Gut Haminalahti, in dem er die folgenden zwanzig Jahre leben und arbeiten sollte. Das Haus trug den Namen „Lugnet“ (schwed.: Frieden). Er führte dort ein einsames, naturverbundenes Leben als Junggeselle, ohne sich jedoch von der Familie zu entfernen. Einige Winter verbrachte er auch in der nahegelegenen Stadt Kuopio, in der unter anderem seine Schwestern wohnten.

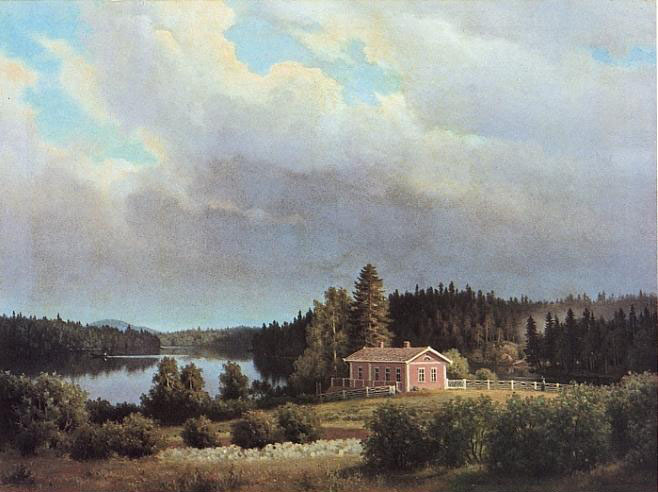
Ölgemälde Aussicht von Haminalahti (Lugnet)

In den siebziger Jahren erkrankte Ferdinand von Wright dauerhaft und war häufig bettlägerig. Seine Arbeit setzte er jedoch fort.
1874 brach Ferdinand für einige Wochen nach Helsinki auf. Ende der 70er Jahre zog er aus seinem Haus „Lugnet“ in das Hauptgebäude des Gutes und bezog dort zwei Räume im Obergeschoss, in denen er noch fast drei Jahrzehnte leben sollte. In dieser Phase fertigte er etliche Werke, hauptsächlich Auftragsarbeiten. Unter den Spätwerken stellt das 1886 gemalte „Kampf der Auerhähne“ wohl sein bekanntestes Werk dar. Er publizierte zudem über seine ornithologischen Beobachtungen in einigen Zeitschriften.
Als seine Schüler weilten 1864 Thorsten Waenerberg und einige Jahre später Berndt Lindholm in Haminalahti. In den neunziger Jahren war der finnische Vogelmaler Matti Karppanen Ferdinands Schüler und Gehilfe in Haminalahti.
1881 trat er für einen Monat seine letzte Schwedenreise nach Orust an, um seinen Bruder Wilhelm zu besuchen. 1885 wurde ihm eine staatliche Künstlerrente bewilligt. Er lebte in Haminalahti sehr zurückgezogen und malte bis zu seinem Tod 1906.